# Mark Andrews
Mark Andrews (Los Angeles, Califórnia, 12 de setembro de 1968) é um cineasta, roteirista e animador norte-americano. Como reconhecimento, venceu, no Oscar 2013, a categoria de Melhor Filme de Animação por Brave.